# أليس كوك
أليس كوك (بالإنجليزية: Alice Cook)‏ هي ناشِطة أمريكية، ولدت في 28 نوفمبر 1903، وتوفيت في 7 فبراير 1998.